# Gabriela Hug

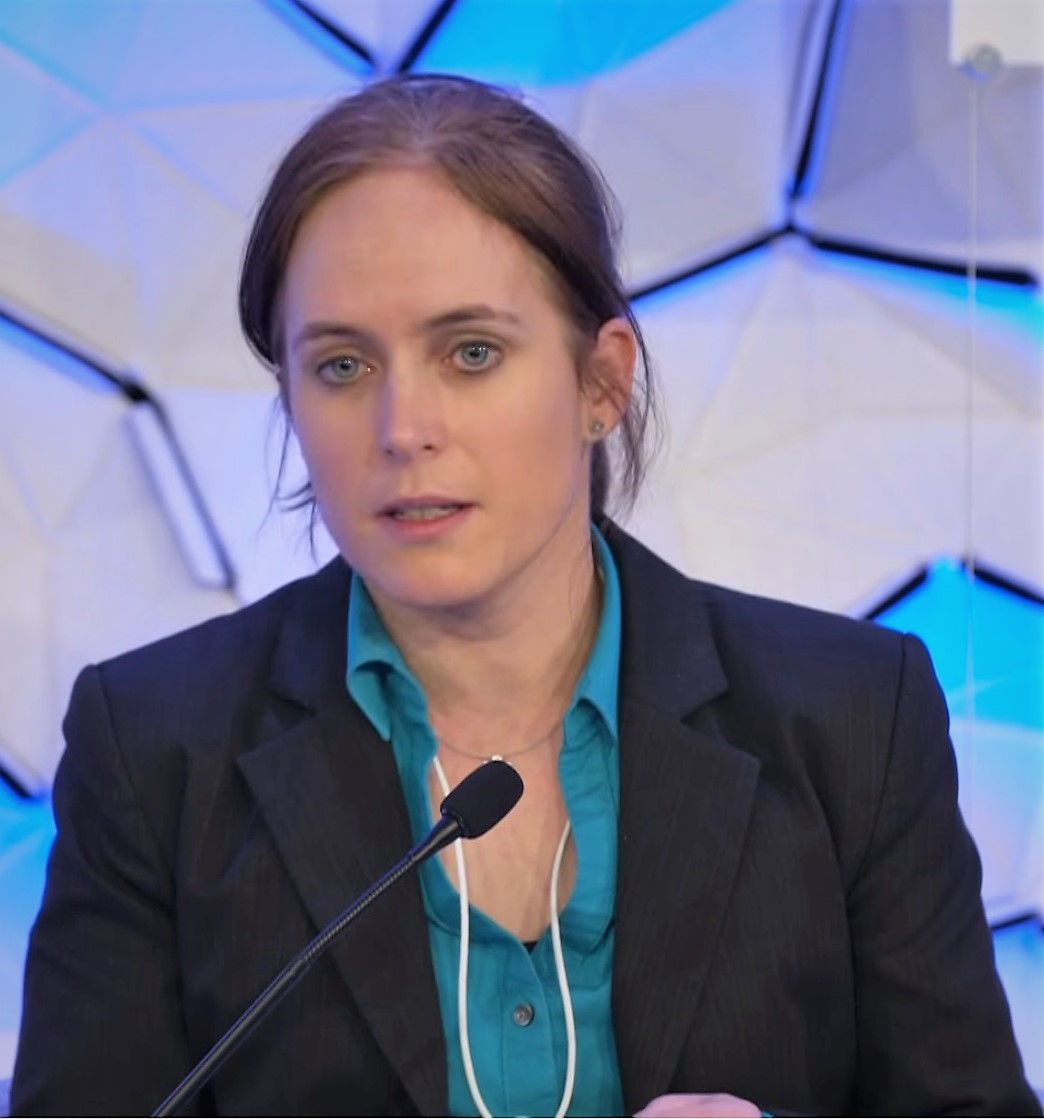
Gabriela Hug, 2018

Gabriela Hug-Glanzmann (* 22. Juni 1979) ist eine schweizerische Elektroingenieurin. Sie ist Professorin für Informationstechnologie und Elektroingenieurwesen an der ETH Zürich.

## Leben und Wirken
Von 1999 bis 2004 studierte Gabriela Hug an der Eidgenössischen Technischen Hochschule (ETH) in Zürich Informationstechnologie und Elektroingenieurwesen. Darauf folgte von 2004 bis 2008 die Promotion am Power Systems Laboratory der ETH. Parallel zur Promotion studierte sie Pädagogik höherer Bildung an der ETH. Im Jahr 2008 war sie beim Unternehmen Hydro One für ein Jahr als Assistant Network Management Engineer beschäftigt. Ab 2009 bis 2015 war sie als Assistant Professor am College of Engineering der Carnegie-Mellon University. Seit 2015 ist sie Professorin am Power Systems Laboratory der ETH Zürich.